# Эль Молинон
Эль Молинон (официально исп. Estadio Municipal El Molinón — Enrique Castro «Quini») — футбольный стадион в городе Хихон, Астурия, в Испании. Стадион является домашней площадкой клуба «Спортинг Хихон». Вместимость 29 371 мест. Старейшее профессиональное футбольное поле в Испании.

## История
Стадион «Эль Молинон» получил своё название, потому что на набережной, где он был построен, раньше стояла огромная гидравлическая мельница.
Точная дата постройки стадиона неизвестна. Первое задокументированное упоминание произошло 20 мая 1908 года на страницах местной газеты El Comercio, описывающих матч между командами «La Bella Sportiva» и «El Balon»:

«В прошлое воскресенье на поле Молинон команды спортивных обществ „Ла Белла Спортива“ и „Эль Балон“ сыграли в футбол, причем первая из них одержала победу благодаря великолепному голу, великолепно забитому молодым Самуэлем Диасом»
В 1911 году здесь проходил так называемый чемпионат Северной Испании.
Начиная с 1915 года футбольный клуб «Спортинг Хихон» начал использовать «Эль Молинон» в качестве домашней арены. Спустя два года прошла реконструкция, были построены главная трибуна, деревянный забор и установлены главные ворота. 5 августа 1917 года обновлённый стадион был торжественно открыт масштабным мероприятием.

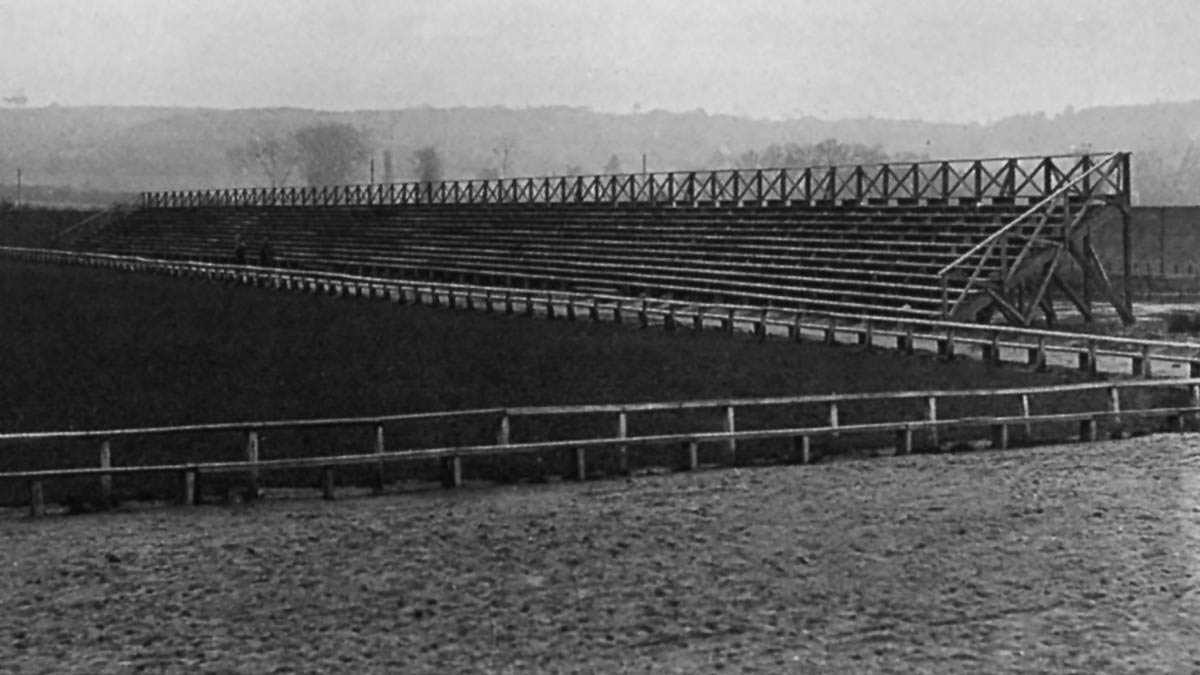
Стадион "Эль Молинон" в 1920 году

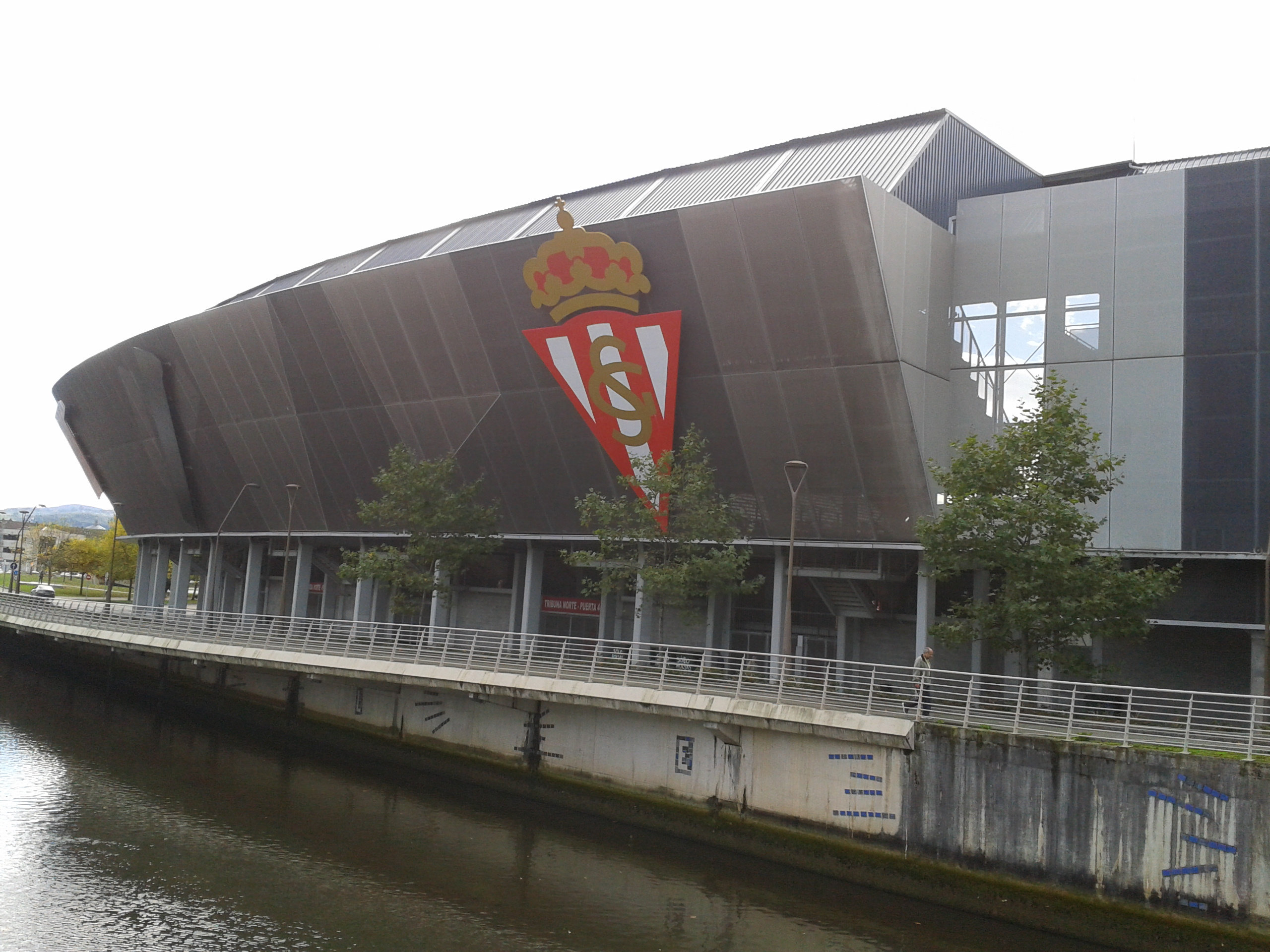
Северная трибуна стадиона

В 1920 году «Эль-Молинон» был выбран местом проведения финала Кубка Испании. 2 мая «Барселона» и «Атлетик Бильбао» встретились в Хихоне на стадионе, полном болельщиков Бильбао, которым, однако, пришлось увидеть поражение своей команды со счетом 2:0.
В 1925 году стадион перешёл в собственность клуба «Спортинг Хихон», который выкупил его у владельца Дионисио Сифуентеса за 40000 песет, а в 1928 году «Эль-Молинон» принял первый в истории международный матч. Игра между сборными Испании и Италии завершилась вничью 1:1. Для этого события пришлось расширить стадион, всего за три недели была построена новая трибуна длиной 144 метра, матч посетило 12000 зрителей. Однако трибуна просуществовала недолго, 27 декабря 1931 года пожар после матча «Спортинга» и «Расинга де Сантандер» полностью уничтожил её. Расходы на восстановление трибуны усложнили и так тяжёлое экономическое положение клуба в 30-е годы, в итоге в 1935 году «Эль Молинон» был продан городскому совету за 223136 песет и впоследствии взят в аренду.
На «Эль-Молиноне» продолжались ремонтные работы, в 1943 году была построена первая общая трибуна, 1951 году модернизировали помещения и была увеличена вместимость стадиона.
В 1954 году городской совет продал стадион фонду Хосе Антонио Хирона за 9 миллионов песет, взявшему на себя обязательство завершить начатые работы по расширению западной трибуны.
В 1966 году городской совет снова взял на себя управление «Эль-Молиноном».
В 1968 году было установлено электрическое освещение, в 1969 году «Эль Молинон» стал первым испанским стадионом с полностью закрытыми крышей трибунами.

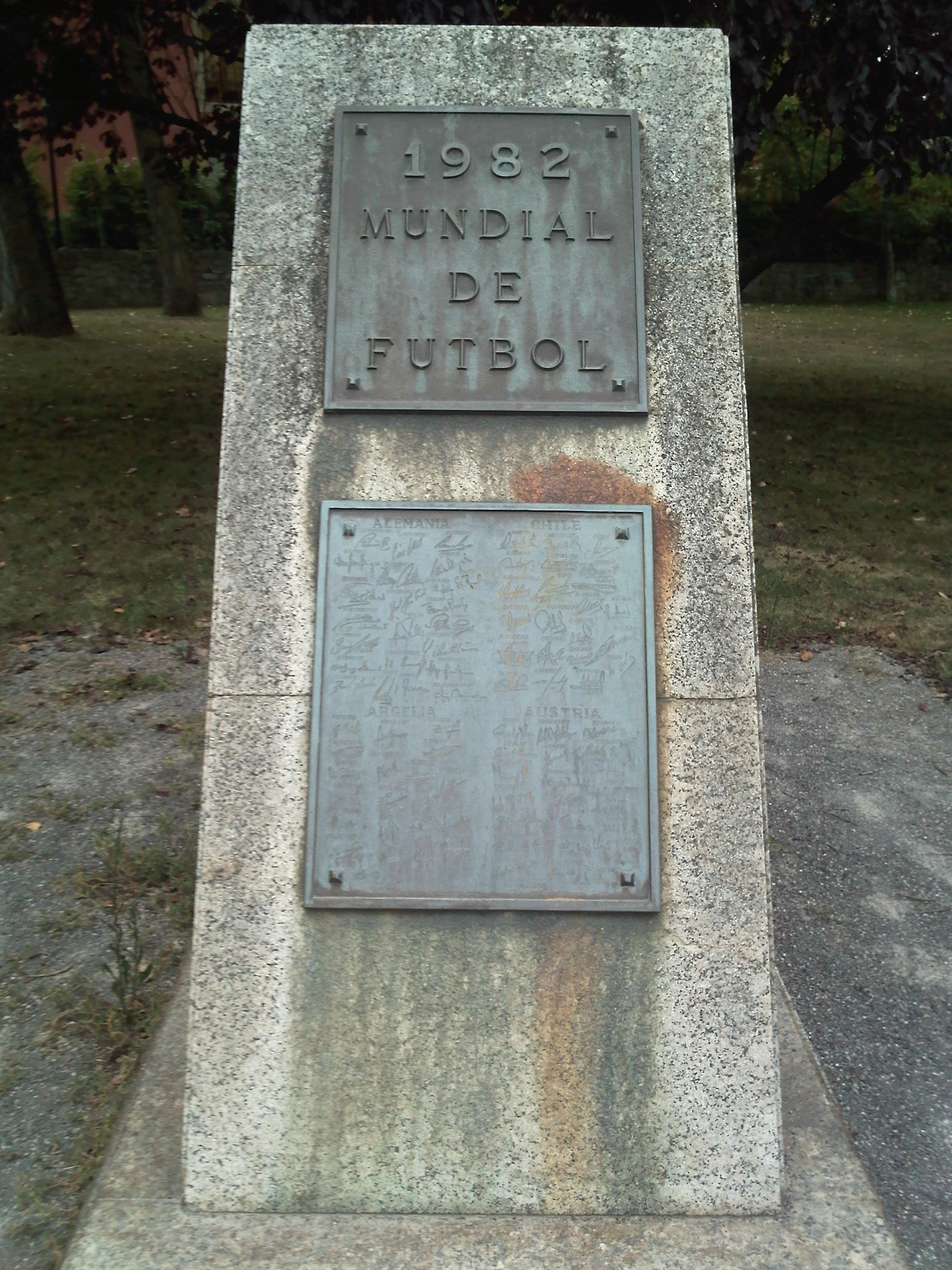
Монумент в честь Чемпионата мира'82 на территории стадиона

8 февраля 1970 года состоялась первая прямая телевизионная трансляция с «Эль-Молинона» матча между «Спортингом» и «Осасуной». Впервые матч второго дивизиона транслировался в прямом эфире по телевидению.
По случаю подготовки к чемпионату мира 1982 года были реконструированы восточная и южная трибуны, итоговая вместимость стадиона составила 45000 зрителей, из которых 16500 были сидячими.
Стадион принял три матча группового этапа чемпионата мира по футболу в 1982 году: ФРГ — Алжир, ФРГ — Чили и ФРГ — Австрия. Последняя встреча закончилась скандалом и вошла в футбольную историю как «Хихонский позор» или «Хихонский пакт о ненападении», поскольку игра носила явно договорной характер и закончилась устраивающим обе команды счётом 1:0.
Через несколько лет вместимость стадиона сократилась до 38 000 зрителей.
В 1998 году в рамках следования требований УЕФА к правилам безопасности все стоячие места были упразднены и защитные ограждения сняты, вместимость составила 25 885 человек. Трибуны разделили на сектора и установили камеры видеонаблюдения
После реконструкции северной трибуны 2009—2011 годов вместительность стадиона увеличена до 29 538, а также «Эль Молинон» получил от УЕФА категорию 3.
28 февраля 2018 года через день после смерти астурийской футбольной легенды Энрике Кастро Гонсалеса «Кини» городской совет одобрил смену официального названия стадиона на «Эль Молинон-Энрике Кастро Кини».

## Кандидатура на участие в чемпионате мира 2030 года

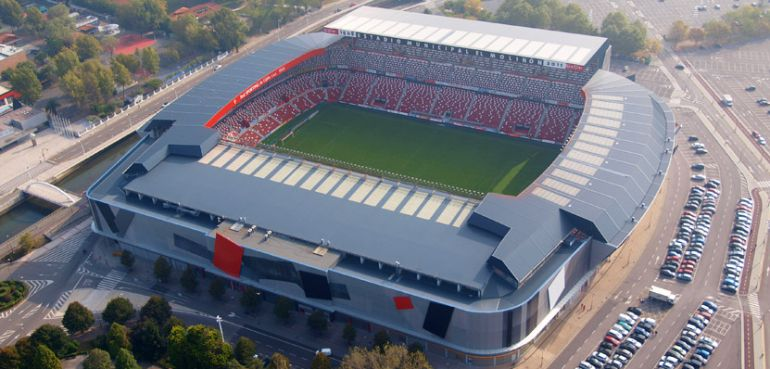
Современный "Эль Молинон" с высоты птичьего полёта

В 2022 году «Эль Молинон» выдвинул свою кандидатуру на проведение матчей Чемпионата мира по футболу в 2030 году. Для этого потребовался проект реконструкции для удовлетворения требований УЕФА. Одно из главных требований было минимальная вместимость 40000 зрителей, обязательными условиями также являются пять тысяч парковочных мест для организации в дни матчей, 3 или 4 пятизвездочных отеля и аэропорт на расстоянии не более 40 километров. Мексиканская группа Orlegi Sports, нынешний владелец «Спортинга», начала весь этот процесс с первоначального проекта стоимостью 300 миллионов евро, который требовал новой городской планировки для всей территории, где расположен «Эль-Молинон». Предложение было отвергнуто всеми сторонами из-за его высокой стоимости и масштаба реконструкции всех прилегающих территорий. Позже муниципальная оппозиция представила альтернативный «бюджетный» проект стоимостью 30 миллионов евро: расширение вместимости стадиона до 43 230 мест без сноса существующих трибун и поднятия их всех на одинаковую высоту, а также строительство единой трибуны. Это была обновлённая версия проекта, которую городской совет представил ещё в 2010 году для выдвижения кандидатуры на проведение Чемпионата мира 2018 года, который в итоге был отклонён.
В июне 2024 года Королевская федерация футбола Испании сообщила, что стадион «Эль-Молинон» не будет участвовать конкурсе на проведение чемпионата мира по футболу 2030 года, поскольку срок предоставления необходимой документации истёк.

## Международные матчи национальной сборной
На "Эль-Молиноне" национальная футбольная сборная Испании провела одиннадцать матчей: семь товарищеских матчей и четыре официальных матча (три отборочных матча чемпионата мира и один матч чемпионата Европы), таким образом Хихон - пятый город в стране, принявшим наибольшее количество матчей национальных сборных.

## Концерты
На стадионе проходили музыкальные концерты многих известных исполнителей:
- Тина Тёрнер - 1990 год[16]
- Стинг - 1991 год[17]
- Dire Straits - 1992 год[18]
- Брюс Спрингстин - 1993, 2003, 2013 годы[19]
- Роллинг Стоунс - 1995 год[20]
- Бон Джови - 1996 год[21]
- Алехандро Санс - 2001 год[22]
- Пол Маккартни - 2004 год[23]